# Baldino da Surso
Baldino Da Surso (Pavia, ... – 1478) è stato uno scultore italiano nativo di Pavia, figlio di Urbanino maestro intagliatore del legno, morto prima del 1464.
Di cultura tardogotica, fu attivo a Pavia e in Piemonte nel XV secolo.
La sua attività è documentata tra il 1449 e il 1478 e un suo coro, firmato "1477 die 20 mensis octobris hoc opus fecit Baldinus de Surso papiensis", che si trovava presso il Duomo di Asti oggi è esposto nel locale Museo Diocesano, mentre nella basilica di San Michele Maggiore a Pavia è conservato un piccolo presepe ligneo scolpito da Baldino nel 1473.

A Baldino è anche attribuito il Crocifisso ligneo che si trova presso la chiesa di Santa Maria di Castello ad Alessandria.